# Aroya
Aroya è una nave da crociera appartenente alla compagnia di navigazione saudita Aroya Cruises, ammiraglia della compagnia dal 2024.

## Servizio
Originariamente ordinata dalla Star Cruises, viene varata il 26 agosto 2017 nel cantiere navale Meyer Werft di Papenburg con il nome di World Dream e consegnata il 26 ottobre successivo alla Dream Cruises, alla quale era stata trasferita durante la costruzione.
Battezzata il 18 novembre ad Hong Kong dalla madrina Puan Sri Cecilia Lim, salpa il giorno seguente per la sua crociera inaugurale nel sud-est asiatico.

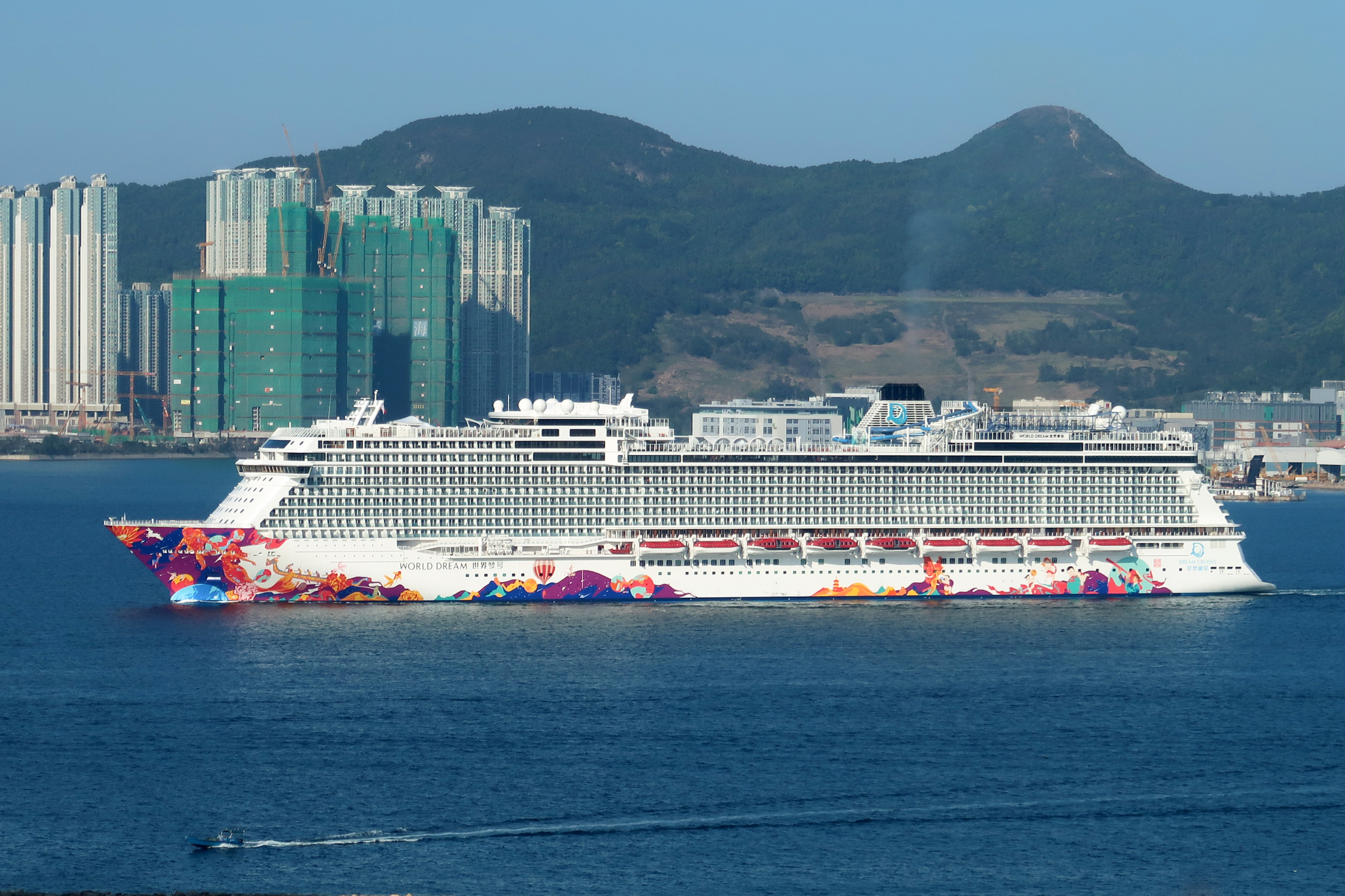
La World Dream nel 2018.

Il 1º marzo 2022, con il fallimento della Dream Cruises a causa dei debiti della società madre Genting Hong Kong, viene annunciato il ritiro dal servizio attivo della Dream World a partire dal giorno seguente. 
Terminato il servizio, la nave viene disarmata a Singapore e messa in vendita all'asta.
Nel febbraio del 2023 ne viene annunciata la cessione per circa 355 milioni di dollari alla Saudita Cruise Saudi, dalla quale viene ribattezzata Manara il 28 febbraio.
A giugno viene trasferita da Singapore al cantiere navale Bredo di Bremerhaven, dove viene sottoposta ad intensi lavori di ristrutturazione e refitting in vista del rientro in servizio sotto le insegne del nuovo marchio di lusso "Aroya Cruises".
Terminati i lavori, nei primi mesi del 2024 salpa per i cantieri navali di Rotterdam, dove monta la nuova livrea e dove viene ribattezzata Aroya, nome derivante dalla combinazione delle parole "arabian" e "roya", quest'ultima traducibile in visione o sogno.
Successivamente salpa per Jeddah, dove viene disarmata in attesa del suo viaggio inaugurale.
Il 16 dicembre 2024 salpa per il suo viaggio inaugurale con la nuova compagnia.

## Curiosità
Il 16 novembre 2017 la Dream Cruises ha creato un modellino LEGO da 8,44 m della nave, il più grande modello di una nave da crociera, che è esposto permanentemente presso il Kai Tak Cruise Terminal a Hong Kong.

## Navi gemelle
- Genting Dream[14]